# بولاند بول
بولاند بال (يعرف بمسمى "كونتري بال" ايضا) هو ميم إنترنت جيوسياسي واسلوب فن فكاهي، تجسد الدول والتقسيمات السياسية من المستوى الأول والمنظمات الدولية ككرات  عليها علم الكيان السياسي مع اعين بيضاء بلا حدق مع خط عريض اسود 

بولندا هي الشخصية المركزية والأساسية في بولاند بال

يستخدم البولاند بال في اكثرية الحال بالقصص المصورة "الـكوميكس"، في اكثرية الحال، تكون الكوميكس تسخر من الصور النمطية السياسية، البولاند بال حتى الأن مشهور في مجموعات في التواصل الإجتماعي مثل ريديت، يوتيوب، تيك توك، فيسبوك، و فكونتاكتي، في بولاند بال، تتكلم الدول الناطقة باللغة الإنجليزية إنجليزية مثالية/لهجتها الخاصة من الإنجليزية، واما الدول غير الناطقة باللغة الإنجليزية/لديها لغة هجينة بالإنجليزية خاصة بها، ستتكلم بمزيج بين اللغة الإنجليزية المكسورة واللغات المتكلمة في الدولة, نوع من الإنغريش

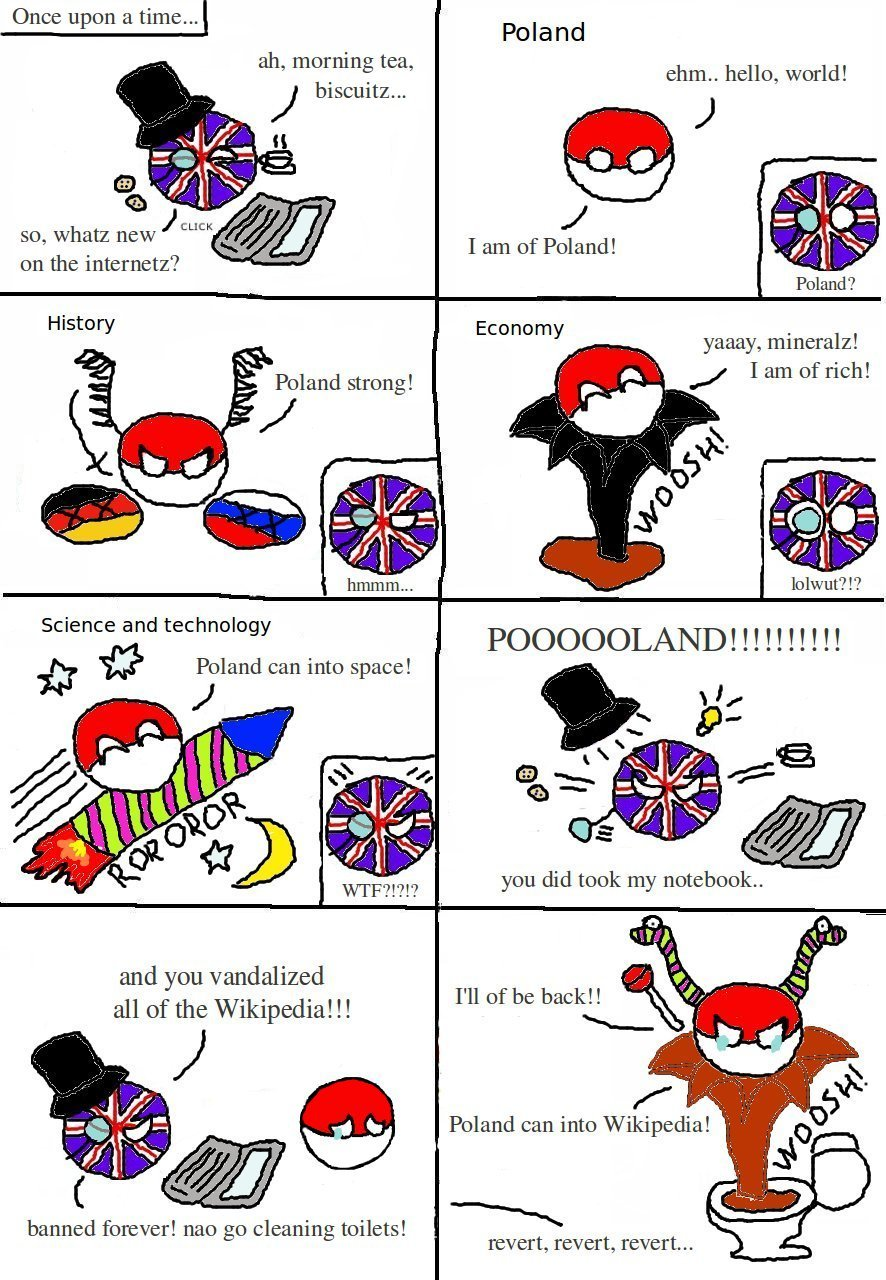
المملكة المتحدة تأمر بولندا بتنظيف الحمام بعد تخريبها لويكيبيديا

## وصلات خارجية
- Polandball at Knowyourmeme.com
- Polandball on militaryphotos.net